# Mrozy Małe
Mrozy Małe (deutsch Klein Mrosen) ist ein kleiner Ort in der polnischen Woiwodschaft Ermland-Masuren, der zur Gmina Ełk (Landgemeinde Lyck) im Powiat Ełcki (Kreis Lyck) gehört.

## Geographische Lage
Mrozy Małe liegt am Südufer des Großen Sellmentsees (polnisch Jezioro Selmęt Wielki) im Südosten der Woiwodschaft Ermland-Masuren, vier Kilometer südöstlich der Kreisstadt Ełk (Lyck).

## Geschichte
Gegründet wurde der vor 1785 Andres Korzep, nach 1785 Klein Mroszen, um 1818 Klein Mrotzen und bis 1945 Klein Mrosen genannte Ort im Jahre 1484. Es bestand aus mehreren Gehöften.
Am 27. Mai 1874 wurde Klein Mrosen Sitz des Amtsbezirks Selment, der – am 15. November 1938 in „Amtsbezirk Schönhorst (Ostpr.)“ umbenannt – zum Kreis Lyck im Regierungsbezirk Gumbinnen (ab 1905: Regierungsbezirk Allenstein in der preußischen Provinz Ostpreußen) gehörte.
In den Jahren 1905 bis 1907 wurde der Gutsbezirk Klein Mrosen in die Landgemeinde Groß Mrosen (polnisch Mrozy Wielkie) eingegliedert. Sie wurde 1929 in „Mrossen“ und 1938 in „Schönhorst (Ostpr.)“ umbenannt, was auch die entsprechende Namensänderung des Amtsbezirks im Jahre 1938 veranlasste.
In Kriegsfolge kam Klein Mrosen 1945 mit dem gesamten südlichen Ostpreußen zu Polen und trägt seither die polnische Namensform „Mrozy Małe“. Der Ort gehört jetzt zum Schulzenamt (polnisch Sołectwo) Mrozy mit Sitz in Mrozy Wielkie und ist damit eine Ortschaft innerhalb der Gmina Ełk (Landgemeinde Lyck) im Powiat Ełcki (Kreis Lyck), vor 1998 der Woiwodschaft Suwałki, seither der Woiwodschaft Ermland-Masuren zugehörig.

### Amtsbezirk Selment/Schönhorst (Ostpr.) (1874–1945)
Der Amtsbezirk Selment (ab 1938: Amtsbezirk Schönhorst (Ostpr.)) hatte seinen Amtssitz in Klein Mrosen. Er bestand ursprünglich aus elf, am Ende noch aus sieben Kommunen:
| Name                           | Änderungsname 1938 bis 1945 | Polnischer Name | Bemerkungen                                       |
| ------------------------------ | --------------------------- | --------------- | ------------------------------------------------- |
| Buczken                        | Kleinseliggen               | Buczki          | zwischen 1888 und 1898 nach Seliggen eingemeindet |
| Groß Mrosen 1929–1938: Mrossen | Schönhorst (Ostpr.)         | Mrozy Wielkie   |                                                   |
| Klein Mrosen                   |                             | Mrozy Małe      | 1905/1907 nach Groß Mrosen eingemeindet           |
| Kozycken                       | (ab 1935:) Selmenthöhe      | Koziki          |                                                   |
| Leegen (Ort)                   |                             | Lega            | 1929 nach Sentken eingemeindet                    |
| Leegen (Gut)                   |                             |                 | 1929 nach Sentken eingemeindet                    |
| Regelnitzen                    | Regelnhof                   | Regielnica      | 1928 nach Groß Mrosen eingemeindet                |
| Seliggen                       |                             | Szeligi         |                                                   |
| Sentken                        |                             | Sędki           |                                                   |
| Sordachen                      | Sorden                      | Sordachy        |                                                   |
| Zielassen                      | Zielhausen                  | Zelasy          |                                                   |
| ab 1927: Sybba                 | Walden                      | Szyba           |                                                   |

Am 1. Januar 1945 bildeten den Amtsbezirk Schönhorst die Dörfer: Schönhorst, Seliggen, Selmenthöhe, Sentken, Walden und Zielhausen.

## Religionen
Vor 1945 war Klein Mrosen in die evangelische Pfarrkirche Lyck in der Kirchenprovinz Ostpreußen der Kirche der Altpreußischen Union sowie in die römisch-katholische Kirche St. Adalbert in Lyck im Bistum Ermland eingepfarrt.
Auch heute besteht die kirchliche Verbindung zur Stadt Ełk (Lyck), die nun zum Bistum Ełk der Römisch-katholischen Kirche in Polen bzw. – als Filialgemeinde der Pfarrei Pisz (deutsch Johannisburg) – zur Diözese Masuren der Evangelisch-Augsburgischen Kirche in Polen gehört.

## Verkehr
Mrozy Małe ist über einen Abzweig zu erreichen, der von einer Nebenstraße von Ełk über den Stadtteil Szyba (Sybba, 1938 bis 1945 Walden) nach Regielnica (Regelnitzen, 1938 bis 1945 Regelnhof) und weiter bis Tama führt.
Die nächste Bahnstation ist Mrozy Wielkie (Groß Mrosen, 1938 bis 1945 Schönhorst (Ostpr.)) an der Bahnstrecke Ełk–Turowo (Lyck–Thurowen/Auersberg) der Ełcka Kolej Wąskotorowa (Lycker Kleinbahnen), die im Touristenverkehr als historische Schmalspurbahn betrieben wird.